# Pointe du Vallonnet (Grand roc Noir)
Pour les articles homonymes, voir Pointe du Vallonnet.
La pointe du Vallonnet est un sommet de France situé dans le massif de la Vanoise, en Savoie.

## Géographie
S'élevant à 3 539 mètres d'altitude, il est voisin du Grand roc Noir (3 539 m) situé au sud et fait face à la pointe des Broès (3 405 m) au nord-est par-delà le glacier du Vallonnet.

## Histoire
Sa première ascension est le fait de Jean-Joseph Blanc dit « le Greffier » et Édouard Rochat le 9 août 1880.

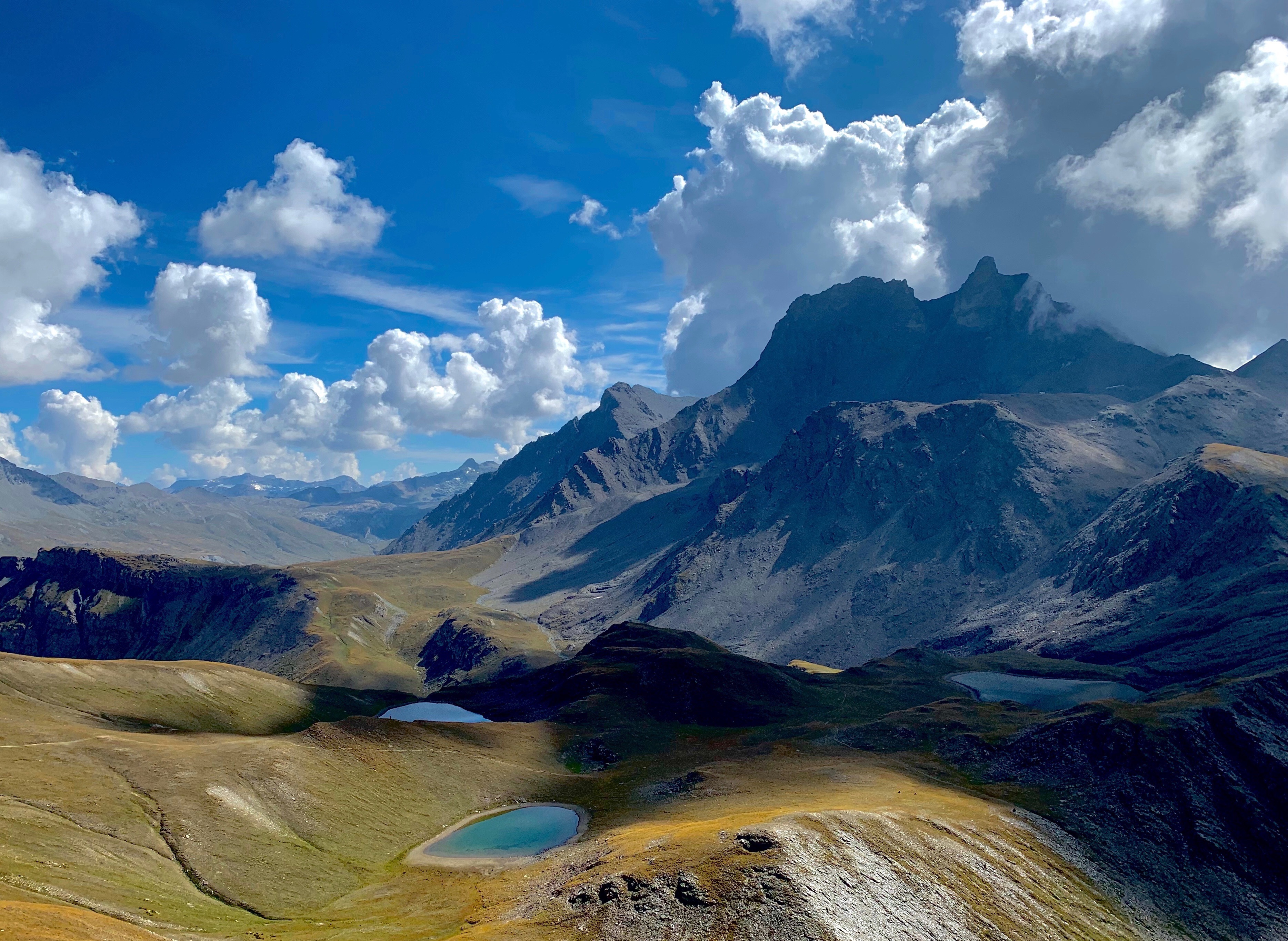
Vue depuis la pointe de Lanserlia à l'ouest de la pointe des Broès, de la pointe du Vallonnet et du Grand roc Noir (de gauche à droite) par-delà le col de Lanserlia et ses trois lacs en août 2019.

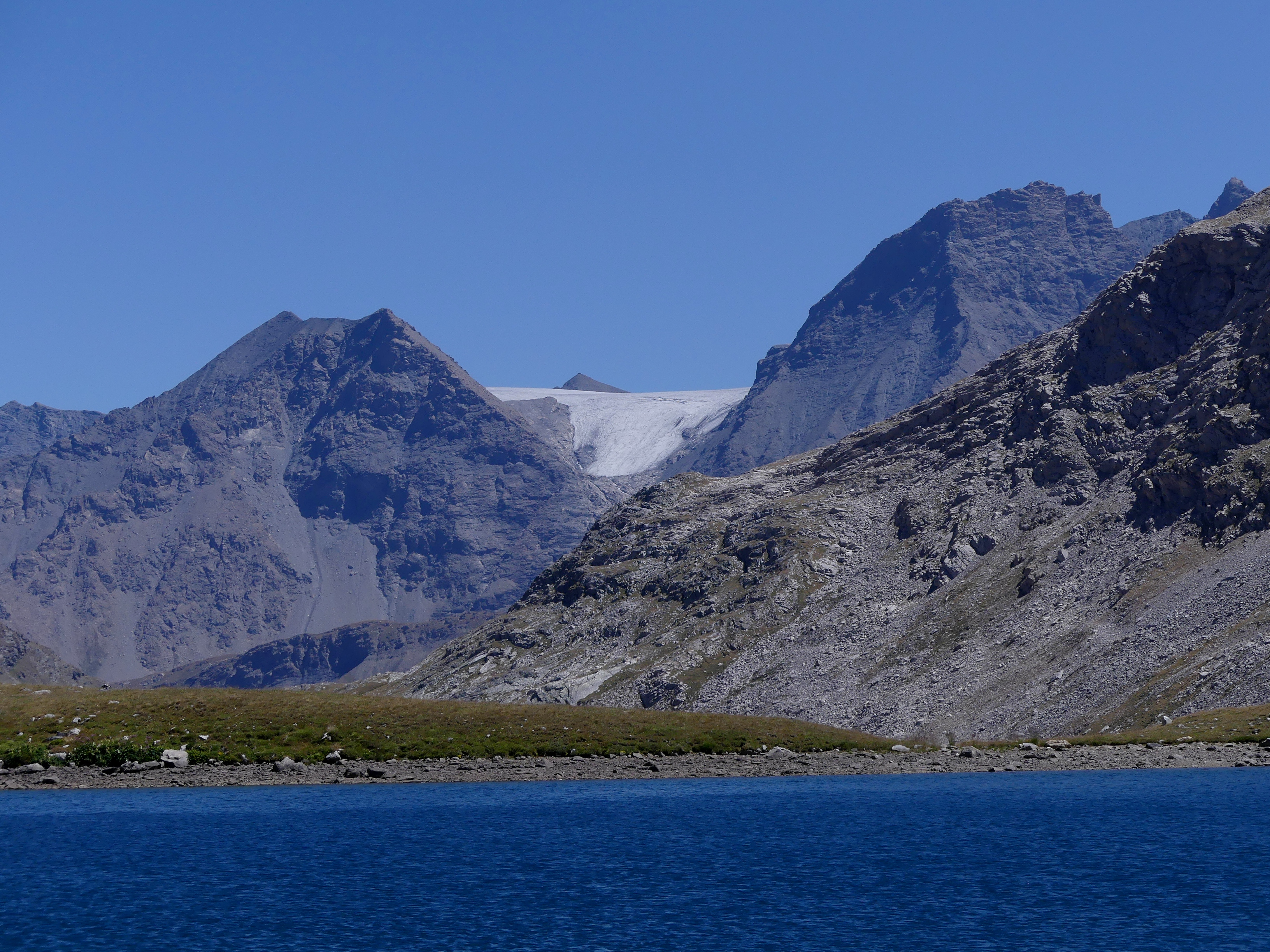
Vue depuis le lac Rond au col de la Vanoise au nord-ouest des pointes des Broès à gauche et du Vallonnet à droite encadrant le glacier du Vallonnet en août 2022.